# Evil Activities
Evil Activities — хардкор-группа, состоящая из Max Enforcer и E-Life. На сайте Partyflock, посвященном хардкорному и хардстайл-техническому стилю, сам участник группы Келли ван Соест заявил, что имя «Evil Activities» не является личным. Келли ван Соест начал продюсировать свои хардкорные композиции в начале 1990-х.

## История группы
В 1998 году он вместе с Mike Impulz (Telly Lyuks) начал работать на лейбле Dark and Evil, затем его успех музыки рос, в частности потому что он был одним из редких артистов, выпущенных крупнейшими продюсерами того времени, Rotterdam Records и Neophyte Records (в 1999 году). Впоследствии он сочинял хардстайл-песни под сценическим псевдонимом Max Enforcer.
В 2000-е годы его многочисленные достижения увенчались успехом такие треки, как «Nobody Said It Was Easy» или «Evil Inside», попали в нидерландские чарты. В 2012 группа выпустила альбом Extreme Audio, альбом достиг 25 место в нидерландском рейтинге. В том же году вышел новый EP под названием It’s OK и также он принял участие в выпуске Defqon.1 World of Madness, выпущенном в виде концертного альбома и получившем на Partyflock рейтинг 80 из 100. По состоянию на январь 2013 года группа заняли 472-е место в рейтинге диджеев.[8] В 2013 году группа опубликовала сборник под названием Evil’s Gretaest Activities, в котором рассказывается о 15-летней деятельности.

## Masters Of Ceremony
В 2000 году Келли вместе с Телли вступил в группу Masters Of Ceremony, в которой состоял Neophyte. С 2009 года группа выпустила последний ЕР Break.

## Дискография
- 1998: Untitled (Dark And Evil Records)
- 1999: The Introduction (Rotterdam Records)
- 1999: 6 Months to X-Tinction (Neophyte Records)
- 2000: 3 Months to X-Tinction (Neophyte Records)
- 2000: Hardcore Will Survive (Masters Of Ceremony, Neophyte Records)
- 2001: Extinction (Neophyte Records)
- 2001: Under Control (Masters Of Ceremony, Neophyte Records)
- 2002: Before Your Eyes (с Endymion, Neophyte Records)
- 2002: Know Your Enemy (Masters Of Ceremony, Neophyte Records)
- 2003: State Of Emergency (с Chaosphere, Neophyte Records)
- 2003: Project; Hardcore (с The Viper, Rotterdam Records)
- 2003: Dedicated (To Those Who Tried to Hold Me Down) (Neophyte Records)
- 2004: One Of These Days (с Neophyte, Neophyte Records)
- 2005: Back on Track (Neophyte Records)
- 2005: Never Fall Asleep (с DJ Panic, Neophyte Records)
- 2007: Bottoms Up (Masters Of Ceremony, Neophyte Records)
- 2008: No Place to Hide (Neophyte Records)
- 2008: Nobody Said It Was Easy (Neophyte Records)
- 2009: Break (Masters Of Ceremony, Neophyte Records)
- 2023: Beastmode (Masters of Hardcore)
- 2024: Spellbound (Masters of Hardcore)
- 2024: Sacrifice (avec Myst) (Masters of Hardcore)